# 光岡龍三郎
光岡 龍三郎（みつおか りゅうざぶろう、1901年3月15日 - 1961年8月4日）は、日本の俳優である。新字体光岡 竜三郎、本名は中澤 喜一（なかざわ きいち）である。

## 来歴
1901年（明治34年）3月15日、北海道亀田郡大野村（現在の北斗市大野地区）に「中澤喜一」として生まれる。11歳上の兄に俳優の葛木香一がいる。
当初舞台劇の俳優であったが、1924年（大正13年）、東亜マキノ等持院撮影所に入社し、映画俳優に転向する。翌1925年（大正14年）、阪東妻三郎主演、二川文太郎監督の『江戸怪賊伝 影法師』前篇・後篇等に出演する。二川監督の『墓石が鼾をする頃』に出演した後、牧野省三らは東亜キネマと分離するが、光岡は東亜キネマに残る。1926年（大正15年）、高木新平主演、仁科熊彦監督の『帰って来た英雄』前篇・後篇に出演、中国人役を演じて注目される。同役で「和製ワーナー・オーランド」との賞賛を受ける。同年、村越章二郎監督の『鳴門秘帖』では主役に抜擢された。以降、東亜キネマの主力の剣戟俳優となった。1928年（昭和3年）1月27日、若木染と結婚、染との間にその後6男6女をもうける。そのうち長男中澤光喜は、長じて録音技師となった。
1929年（昭和4年）、日活太秦撮影所に移籍した。1936年（昭和11年）からは、牧野省三の長男・マキノ正博（のちのマキノ雅弘）のマキノトーキー製作所に所属した。同社の崩壊後は、新興キネマに移籍、1942年（昭和17年）、第二次世界大戦の戦時合併以降は、そのまま大映京都撮影所に戦後まで在籍した。
1961年（昭和36年）に引退し、同年8月4日、胃がんのため死去した。満60歳没。

## 人物・エピソード
昭和10年の『追分三五郎』の撮影で、光岡竜三郎は清水の次郎長に扮したが、監督の辻吉朗も光岡も、秋田弁のきついほうだった。　光岡が「このスムズのズロツォーが（この清水の次郎長が）」とやったところ、辻監督は怒って「ミチオカくん!　これはトウガイドウのハナスだよ（光岡くん!　これは東海道の話だよ）、スムズじゃない、スムズのズロツォーだ」と教えた。
これに恐縮した光岡は、「わかりました。このスムズのズロツォーが・・・」とおうむ返しに辻監督にそう答えたという。

## おもなフィルモグラフィ
- 『江戸怪賊伝 影法師』前篇・後篇 : 監督二川文太郎、1925年
- 『墓石が鼾する頃』 : 監督二川文太郎、1925年
- 『女と侠客』 : 監督松屋春翠、1925年
- 『帰って来た英雄』前篇・後篇 : 監督仁科熊彦、1926年
- 『鳴門秘帖』 : 監督村越章二郎、1926年
- 『中山安兵衛』 : 監督村越章二郎、1927年
- 『王政復古』前篇・後篇 : 監督長尾史録、1927年
- 『阪東侠客陣』第一篇・中篇・最終篇 : 監督仁科熊彦、1928年
- 『高山彦九郎』 : 監督後藤岱山、1928年
- 『怪盗石川五右衛門』 : 監督仏生寺弥作、1931年
- 『女侠客奴の小万』 : 監督広瀬五郎、1936年
- 『刀を抜いて』 : 監督松田定次、1937年
- 『旗本八萬騎』 : 監督中川信夫、1937年
- 『静御前』 : 監督野淵昶、1938年
- 『阿波狸合戦』 : 監督寿々喜多呂九平、1939年
- 『続阿波狸合戦』 : 監督森一生、1940年
- 『照る日くもる日』 : 監督仁科紀彦、1940年

- 『江戸の紅葵』 : 監督吉田信三、1941年
- 『羅生門』 : 監督吉田信三、1941年

- 『狐の呉れた赤ん坊』 : 監督丸根賛太郎、1946年
- 『雨月物語』 : 監督溝口健二、1953年
- 『凸凹太閤記』 : 監督加戸敏、1953年
- 『阿波おどり狸合戦』 : 監督加戸敏、1954年
- 『瀧の白糸』 : 監督島耕二、1954年
- 『柳生連也斎 秘伝月影抄』 : 監督田坂勝彦、1954年
- 『快傑鷹』 : 監督ロクヘイ・ススキタ、1954年
- 『かげろう絵図』 : 監督衣笠貞之助、1959年
- 『大菩薩峠』 : 監督三隅研次、1960年
- 『花くらべ狸道中』 : 監督田中徳三、1960年
- 『怪談累が淵』 : 監督安田公義、1960年

## 註
1. 1 2 3 4 5 6 7 8 9 10 11  無声映画鑑賞会[2005], p.162.
2. 1 2 3 4 5  キネマ旬報社[1979], p.562-563.
3. 1 2 3  『日本俳優名鑑 - 映画俳優の部』、「芝居とキネマ」昭和4年1月号新春付録、1929年、「光岡龍三郎」の項。
4. ↑  『ひげとちょんまげ』（稲垣浩、毎日新聞社刊）

## 関連事項
- ワーナー・オーランド（英語版）
- 葛木香一
- 中澤光喜